# Pokemon The Park 2005
Pokemon The Park是根据宝可梦系列世界观为基础，2005年3月18日至2005年9月25日在爱知县名古屋市中村区平池町内设置的游乐园。

## 设施

### 概要
- 大部分的游乐设施都是“2岁以上收费”。
- 在设施内，以GAMEBANS版的宝可梦软件为对象，举行了可以得到“宝可梦蛋”的活动。

### 游乐设施
- 宝可梦摩天轮
- 奥多马雷观光船
- 宝可梦旋转木马
- 宝可梦兴奋的野生动物园
- 宝可梦游戏角

## 宝可梦蛋
从得到的蛋中孵出来的宝可梦，通常会记住一种正常情况下不能记住的招式。

## 工作人员
全体工作人员都进行了培训，另外，也随时持续进行招募。

## 入场人数
官方公布的总入场人数约为415万人。